# Bombrief
Een bombrief is een geïmproviseerd explosief dat eruitziet als een regulier postartikel (een brief of een pakketje), en dat ook wordt verstuurd via de normale postdiensten. Als een bombrief werkt volgens plan, explodeert deze direct na de opening, met de bedoeling de geadresseerde te doden, verwonden of intimideren.
Bombrieven zijn een terrorismemiddel. Ted Kaczynski, bijgenaamd de Unabomber, maakte er gebruik van, Margaret Thatcher ontving een bombrief in 1982. In 2003 en 2004 werden bombrieven gestuurd naar onder meer Romano Prodi, Eurojust, Europol en Europarlementariërs.
Rond de conferentie over de Wiedergutmachung in 1952 bij Den Haag werden twee bombrieven onderschept. De eerste, gericht, aan Adenhauer, doodde een explosievenexpert, de tweede werd in Den Haag onschadelijk gemaakt.
Vergelijkbare middelen zijn dreigbrieven, kogelbrieven en poederbrieven (brieven met een giftig poeder, bijvoorbeeld de miltvuurbacterie).